# Prezydenci Vanuatu
Prezydent Vanuatu jest głową państwa. Wybierany jest na pięcioletnią kadencję przez kolegium elektorskie złożone z członków parlamentu oraz reprezentantów rad lokalnych. Pełni on głównie funkcje reprezentacyjne, w jego kompetencjach leży również dobór sędziów Sądu Najwyższego.

## Chronologiczna lista prezydentów
| Osoba | Osoba   | Osoba                                                | Kadencja         | Kadencja         | Partia polityczna           |
| #     | Portret | Imię i nazwisko                                      | Od               | Do               | Partia polityczna           |
| ----- | ------- | ---------------------------------------------------- | ---------------- | ---------------- | --------------------------- |
| 1     |         | Ati George Sokomanu (1937–)                          | 30 lipca 1980    | 17 lutego 1984   | Vanua’aku Pati              |
| —     |         | Frederick Karlomuana Timakata (1936–1995) tymczasowo | 17 lutego 1984   | 8 marca 1984     | Vanua’aku Pati              |
| (1)   |         | Ati George Sokomanu (1937–)                          | 8 marca 1984     | 12 stycznia 1989 | Vanua’aku Pati              |
| —     |         | Onneyn Tahi tymczasowo                               | 12 stycznia 1989 | 30 stycznia 1989 | Vanua’aku Pati              |
| 2     |         | Frederick Karlomuana Timakata (1936–1995)            | 30 stycznia 1989 | 30 stycznia 1994 | Vanua’aku Pati              |
| —     |         | Alfred Maseng (zm. 2004) tymczasowo                  | 30 stycznia 1994 | 2 marca 1994     | Unia Partii Umiarkowanych   |
| 3     |         | Jean Marie Leye Lenelgau (1932–2014)                 | 2 marca 1994     | 2 marca 1999     | Unia Partii Umiarkowanych   |
| —     |         | Edward Natapei (1954–2015) tymczasowo                | 2 marca 1999     | 24 marca 1999    | Vanua’aku Pati              |
| 4     |         | John Bani (1941–)                                    | 25 marca 1999    | 24 marca 2004    | Unia Partii Umiarkowanych   |
| —     |         | Roger Abiut (1972–) tymczasowo                       | 24 marca 2004    | 12 kwietnia 2004 | Partia Pracy Vanuatu        |
| 5     |         | Alfred Maseng (zm. 2004)                             | 12 kwietnia 2004 | 11 maja 2004     | Unia Partii Umiarkowanych   |
| —     |         | Roger Abiut tymczasowo                               | 11 maja 2004     | 28 lipca 2004    | Partia Pracy Vanuatu        |
| —     |         | Josias Moli (1972–) tymczasowo                       | 28 lipca 2004    | 16 sierpnia 2004 | Unia Partii Umiarkowanych   |
| 6     |         | Kalkot Mataskelekele (1949–)                         | 16 sierpnia 2004 | 16 sierpnia 2009 | Zjednoczona Partia Narodowa |
| —     |         | Maxime Carlot Korman (1942–) tymczasowo              | 16 sierpnia 2009 | 2 września 2009  | Partia Republikańska        |
| 7     |         | Iolu Abil (1942–)                                    | 2 września 2009  | 2 września 2014  | Vanua’aku Pati              |
| —     |         | Philip Boedoro (1942–) tymczasowo                    | 2 września 2014  | 22 września 2014 | Vanua’aku Pati              |
| 8     |         | Baldwin Lonsdale (1950–2017)                         | 22 września 2014 | 17 czerwca 2017  | bezpartyjny                 |
| —     |         | Esmon Saimon (1955–) tymczasowo                      | 17 czerwca 2017  | 6 lipca 2017     | Melanezyjska Partia Postępu |
| 9     |         | Tallis Obed Moses                                    | 6 lipca 2017     | 6 lipca 2022     | bezpartyjny                 |
| —     |         | Seule Simeon (1970–) tymczasowo                      | 6 lipca 2022     | 23 lipca 2022    | bezpartyjny                 |
| 10    |         | Nikenike Vurobaravu                                  | 23 lipca 2022    | nadal            | Vanua’aku Pati              |